# Egerbegyi fatemplom
Az egerbegyi régi ortodox fatemplom építésének pontos éve ismeretlen, de valószínűsíthető, hogy a 17. század második felében állították. Elképzelhető, hogy a templomot a közeli Bánffydongó faluból vásárolták. A templom a romániai műemlékek jegyzékében a CJ-II-m-B-07508 sorszámon szerepel.
Téglalap alaprajzú csarnokához, keskenyebb, nyolcszög három oldalával záródó szentély csatlakozik. A templomot és tornácos, fiatornyos tornyát fazsindely borítja.
Belső festményeit 1801-ben és 1818-ban, a gyalui Dimitrie Ispas készítette.